# Vicent Martí
Vicent Martí (València, 1953) és un agricultor valencià, membre de la plataforma Per l'Horta.
Va començar en l'agricultura amb dèsset o dihuit anys, primer els caps de setmana mentre treballava a altres ocupacions, i des de 1981 a temps complet a unes terres arrendades a l'Horta de Campanar. Encara que inicialment cultivara amb l'ajut de pesticides i altres productes químics, prompte abandona eixes pràctiques, convertint-se en un dels pioners de l'agricultura ecològica al País Valencià, a partir de la reivindicació dels coneixements i maneres de cultivar tradicionals de l'agricultura valenciana. En 2006 va guanyar el Premi Nacional d'Agricultura, pel seu treball en l'agricultura ecològica.
Com a activista i ecologista, participa en la plataforma Per l'Horta, i en desembre de 2005 va ser detingut i denunciat per l'Ajuntament d'Alboraia després d'una protesta de la Plataforma Salvem l'Horta d'Alboraia. En setembre de 2015, va ser el presentador d'una conferència de Mónica Oltra al Fòrum Europa. El seu parlament, crític amb els empresaris i els polítics, va ser molt polèmic.